# Etiopía en los Juegos Olímpicos de Tokio 1964
Etiopía estuvo representada en los Juegos Olímpicos de Tokio 1964 por un total de 12 deportistas que compitieron en 3 deportes.  
El portador de la bandera en la ceremonia de apertura fue el atleta Abebe Bikila.

## Medallistas
El equipo olímpico etíope obtuvo las siguientes medallas:
| Nombre       | Deporte   | Competición |
| ------------ | --------- | ----------- |
| Oro          |           |             |
| Abebe Bikila | Atletismo | Maratón M   |
| Plata        |           |             |
| —            |           |             |
| Bronce       |           |             |
| —            |           |             |